# The Tour
The Tour è stato un tour intrapreso dalla band statunitense Kiss, con la collaborazione dei Mötley Crüe.

## Storia
Si tratta di un tour intrapreso dai Mötley Crüe e dai Kiss, questi ultimi impegnati nel loro Monster Tour, per le date australiane.
Il tour, descritto come "Elvis on steroids", da Paul Stanley, fu annunciato il 20 marzo ed iniziò il 20 luglio 2012 a Bristow, in Virginia. Inizialmente vennero annunciate 40 date, mentre il concerto del 5 agosto all'AT&T Center e quello del 1º agosto al KFC Yum! Center, furono successivamente aggiunti. Questo tour è stato elencato, dal Rolling Stone, come uno dei "dieci tour estivi più caldi del 2012".
The Treatment fece da gruppo spalla per tutti gli spettacoli.
Nel programma del tour finale della band, Singer ha riflettuto su questo:
(Eric Singer, 2019)

## Date
| Data              | Città             | Stato        | Luogo                               | Biglietti venduti / Biglietti disponibili | Incasso      |
| Nord America      | Nord America      | Nord America | Nord America                        | Nord America                              | Nord America |
| ----------------- | ----------------- | ------------ | ----------------------------------- | ----------------------------------------- | ------------ |
| 20 luglio 2012    | Bristow           | Stati Uniti  | Jiffy Lube Live                     | ~20 000 / 21 480                          | N.D.         |
| 21 luglio 2012    | Virginia Beach    | Stati Uniti  | Farm Bureau Live at Virginia Beach  | N.D.                                      | N.D.         |
| 22 luglio 2012    | Raleigh           | Stati Uniti  | Time Warner Cable Music Pavilion    | ~15 000                                   | N.D.         |
| 24 luglio 2012    | Atlanta           | Stati Uniti  | Aaron's Amphitheatre at Lakewood    | ~12 000 / 17 974                          | N.D.         |
| 25 luglio 2012    | Charlotte         | Stati Uniti  | Verizon Wireless Amphitheatre       | N.D.                                      | N.D.         |
| 27 luglio 2012    | West Palm Beach   | Stati Uniti  | Cruzan Amphitheatre                 | N.D.                                      | N.D.         |
| 28 luglio 2012    | Tampa             | Stati Uniti  | 1-800-ASK-GARY Amphitheatre         | ~17 000 / 19 500                          | N.D.         |
| 31 luglio 2012    | Pelham            | Stati Uniti  | Oak Mountain Amphitheater           | N.D.                                      | N.D.         |
| 1 agosto 2012     | Louisville        | Stati Uniti  | KFC Yum! Center                     | 6 050 / 9 401                             | $672 485     |
| 3 agosto 2012     | The Woodlands     | Stati Uniti  | Cynthia Woods Mitchell Pavilion     | 15 237 / 15 831                           | $768 140     |
| 4 agosto 2012     | Dallas            | Stati Uniti  | Gexa Energy Pavilion                | N.D.                                      | N.D.         |
| 5 agosto 2012     | San Antonio       | Stati Uniti  | AT&T Center                         | 9 567 / 12 105                            | $899 877     |
| 7 agosto 2012     | Albuquerque       | Stati Uniti  | Journal Pavilion                    | N.D.                                      | N.D.         |
| 8 agosto 2012     | Greenwood Village | Stati Uniti  | Comfort Dental Amphitheatre         | N.D.                                      | N.D.         |
| 10 agosto 2012    | Phoenix           | Stati Uniti  | Ashley Furniture HomeStore Pavilion | N.D.                                      | N.D.         |
| 11 agosto 2012    | Las Vegas         | Stati Uniti  | Mandalay Bay Events Center          | N.D.                                      | N.D.         |
| 12 agosto 2012    | Chula Vista       | Stati Uniti  | Cricket Wireless Amphitheatre       | N.D.                                      | N.D.         |
| 14 agosto 2012    | Irvine            | Stati Uniti  | Verizon Wireless Amphitheater       | N.D.                                      | N.D.         |
| 16 agosto 2012    | Concord           | Stati Uniti  | Sleep Train Pavilion                | N.D.                                      | N.D.         |
| 18 agosto 2012    | Auburn            | Stati Uniti  | White River Amphitheatre            | N.D.                                      | N.D.         |
| 19 agosto 2012    | Ridgefield        | Stati Uniti  | Sleep Country Amphitheater          | N.D.                                      | N.D.         |
| 24 agosto 2012    | Grand Junction    | Stati Uniti  | Rock Jam                            | N.D.                                      | N.D.         |
| 26 agosto 2012    | Tulsa             | Stati Uniti  | BOK Center                          | 10 437 / 10 437                           | $1 042 073   |
| 27 agosto 2012    | Maryland Heights  | Stati Uniti  | Verizon Wireless Amphitheater       | N.D.                                      | N.D.         |
| 29 agosto 2012    | Saint Paul        | Stati Uniti  | Minnesota State Fair                | 12 824 / 12 824                           | $902 772     |
| 31 agosto 2012    | Cincinnati        | Stati Uniti  | Riverbend Music Center              | N.D.                                      | N.D.         |
| 1 settembre 2012  | Noblesville       | Stati Uniti  | Klipsch Music Center                | N.D.                                      | N.D.         |
| 2 settembre 2012  | Burgettstown      | Stati Uniti  | First Niagara Pavilion              | 10 000+ / 23 100                          | N.D.         |
| 4 settembre 2012  | Nashville         | Stati Uniti  | Bridgestone Arena                   | 11 691 / 13 113                           | $1 105 391   |
| 6 settembre 2012  | Clarkston         | Stati Uniti  | DTE Energy Music Theatre            | N.D.                                      | N.D.         |
| 7 settembre 2012  | Tinley Park       | Stati Uniti  | First Midwest Bank Amphitheatre     | N.D.                                      | N.D.         |
| 8 settembre 2012  | East Troy         | Stati Uniti  | Alpine Valley Music Theatre         | N.D.                                      | N.D.         |
| 11 settembre 2012 | Allegan           | Stati Uniti  | Allegan County Fair                 | N.D.                                      | N.D.         |
| 12 settembre 2012 | Cuyahoga Falls    | Stati Uniti  | Blossom Music Center                | 10 000+ / 19 200                          | N.D.         |
| 13 settembre 2012 | Toronto           | Canada       | Molson Amphitheatre                 | 15 649 / 15 649                           | $955 771     |
| 15 settembre 2012 | Darien            | Stati Uniti  | Darien Lake Performing Arts Center  | N.D.                                      | N.D.         |
| 16 settembre 2012 | Mansfield         | Stati Uniti  | Comcast Center                      | N.D.                                      | N.D.         |
| 18 settembre 2012 | Scranton          | Stati Uniti  | Toyota Pavilion                     | N.D.                                      | N.D.         |
| 19 settembre 2012 | Camden            | Stati Uniti  | Susquehanna Bank Center             | N.D.                                      | N.D.         |
| 21 settembre 2012 | Holmdel           | Stati Uniti  | PNC Bank Arts Center                | N.D.                                      | N.D.         |
| 22 settembre 2012 | Wantagh           | Stati Uniti  | Nikon at Jones Beach Theater        | ~10 000 / 15 000                          | N.D.         |
| 23 settembre 2012 | Hartford          | Stati Uniti  | Comcast Theatre                     | N.D.                                      | N.D.         |
| 29 settembre 2012 | Città del Messico | Messico      | Foro Sol                            | 42 675 / 52 431                           | $2 376 054   |
| 1 ottobre 2012    | Monterrey         | Messico      | Arena Monterrey                     | 7 962 / 9 624                             | $523 401     |
| Totale            | Totale            | Totale       | Totale                              | ~226 092                                  | $9 245 964   |

## Scaletta

### Mötley Crüe
1. Saints Of Los Angeles
2. Wild Side
3. Shout At The Devil
4. Same Ol' Situation (S.O.S.)
5. Sex
6. Don't Go Away Mad (Just Go Away)
7. Home Sweet Home (con assolo di batteria di Tommy Lee)
8. Live Wire (con assolo di chitarra di Mick Mars)
9. Primal Scream
10. Dr. Feelgood
11. Girls, Girls, Girls
12. Kickstart My Heart

#### Curiosità sulla scaletta
- Looks That Kill fu suonata fino al 22 luglio.

### Kiss

#### Scaletta principale
1. Detroit Rock City
2. Shout It Out Loud
3. I Love It Loud
4. Firehouse (con sputaggio di fuoco di Gene Simmons)
5. Hell Or Hallelujah
6. War Machine
7. Shock Me (Tommy Thayer ed Eric Singer suonano contemporaneamente insieme)
8. God Of Thunder (con sputaggio di sangue del bassista)
9. Love Gun (Paul Stanley vola verso il B-stage)
10. Lick It Up
11. Black Diamond

##### Altre canzoni
1. I Was Made For Lovin' You [24]
2. Canzone casuale
3. Rock And Roll All Nite

#### Scaletta secondaria
1. Detroit Rock City
2. Shout It Out Loud
3. I Love It Loud
4. Firehouse (con sputaggio di fuoco di Gene Simmons)
5. Love Gun (Paul Stanley vola verso il B-stage)
6. War Machine
7. Shock Me (Tommy Thayer ed Eric Singer suonano contemporaneamente insieme)
8. Hell Or Hallelujah
9. God Of Thunder (con sputaggio di sangue del bassista)
10. Lick It Up
11. Black Diamond

##### Altre canzoni
1. Rock And Roll All Nite

#### Canzoni casuali
- Deuce
- Calling Dr. Love
- Cold Gin
- C'mon And Love Me
- Hotter Than Hell
- Strutter
- Got To Choose
- Do You Love Me?
- Crazy Crazy Nights
- Makin' Love

## Formazione

### Kiss
- Paul Stanley - chitarra ritmica, voce
- Gene Simmons - basso, voce
- Tommy Thayer - chitarra solista, voce
- Eric Singer - batteria, voce

### Mötley Crüe
- Vince Neil - voce
- Mick Mars - chitarra, cori
- Nikki Sixx - basso, cori
- Tommy Lee - batteria, cori